# Conteville (Eure)
Conteville és un municipi francès situat al departament de l'Eure i a la regió de Normandia. L'any 2007 tenia 843 habitants.

## Demografia

### Població
El 2007 la població de fet de Conteville era de 843 persones. Hi havia 339 famílies, de les quals 81 eren unipersonals (47 homes vivint sols i 34 dones vivint soles), 114 parelles sense fills, 123 parelles amb fills i 21 famílies monoparentals amb fills.
La població ha evolucionat segons el següent gràfic:
Habitants censats

### Habitatges
El 2007 hi havia 415 habitatges, 334 eren l'habitatge principal de la família, 70 eren segones residències i 11 estaven desocupats. 371 eren cases i 35 eren apartaments. Dels 334 habitatges principals, 214 estaven ocupats pels seus propietaris, 110 estaven llogats i ocupats pels llogaters i 11 estaven cedits a títol gratuït; 2 tenien una cambra, 16 en tenien dues, 57 en tenien tres, 123 en tenien quatre i 136 en tenien cinc o més. 282 habitatges disposaven pel capbaix d'una plaça de pàrquing. A 171 habitatges hi havia un automòbil i a 128 n'hi havia dos o més.

### Piràmide de població
La piràmide de població per edats i sexe el 2009 era:
| Homes | Edats   | Dones |
| ----- | ------- | ----- |
| 0     | 95 o +  | 0     |
| 4     | 90 a 94 | 0     |
| 0     | 85 a 89 | 12    |
| 8     | 80 a 84 | 4     |
| 4     | 75 a 79 | 24    |
| 4     | 70 a 74 | 16    |
| 12    | 65 a 69 | 12    |
| 8     | 60 a 64 | 32    |
| 12    | 55 a 59 | 16    |
| 36    | 50 a 54 | 16    |
| 24    | 45 a 49 | 32    |
| 20    | 40 a 44 | 16    |
| 24    | 35 a 39 | 16    |
| 28    | 30 a 34 | 44    |
| 44    | 25 a 29 | 16    |
| 12    | 20 a 24 | 28    |
| 16    | 15 a 19 | 12    |
| 16    | 10 a 14 | 28    |
| 40    | 5 a 9   | 28    |
| 28    | 0 a 4   | 20    |

## Economia
El 2007 la població en edat de treballar era de 539 persones, 400 eren actives i 139 eren inactives. De les 400 persones actives 341 estaven ocupades (197 homes i 144 dones) i 59 estaven aturades (23 homes i 36 dones). De les 139 persones inactives 44 estaven jubilades, 38 estaven estudiant i 57 estaven classificades com a «altres inactius».

### Ingressos
El 2009 a Conteville hi havia 339 unitats fiscals que integraven 890,5 persones, la mediana anual d'ingressos fiscals per persona era de 16.778 €.

### Activitats econòmiques
Dels 29 establiments que hi havia el 2007, 1 era d'una empresa alimentària, 1 d'una empresa de fabricació d'altres productes industrials, 7 d'empreses de construcció, 5 d'empreses de comerç i reparació d'automòbils, 2 d'empreses de transport, 6 d'empreses d'hostatgeria i restauració, 2 d'empreses financeres, 1 d'una empresa immobiliària, 1 d'una empresa de serveis, 1 d'una entitat de l'administració pública i 2 d'empreses classificades com a «altres activitats de serveis».
Dels 11 establiments de servei als particulars que hi havia el 2009, 1 era una oficina de correu, 2 tallers de reparació d'automòbils i de material agrícola, 1 paleta, 1 fusteria, 2 lampisteries, 1 perruqueria i 3 restaurants.
Dels 2 establiments comercials que hi havia el 2009, 1 era una botiga de més de 120 m² i 1 una botiga de menys de 120 m².
L'any 2000 a Conteville hi havia 25 explotacions agrícoles que ocupaven un total de 580 hectàrees.

## Equipaments sanitaris i escolars
El 2009 hi havia una escola elemental integrada dins d'un grup escolar amb les comunes properes formant una escola dispersa.

## Poblacions més properes
El següent diagrama mostra les poblacions més properes.